# Jimmy Eriksson
Jimmy Eriksson (Tomelilla, 14 de março de 1991) é um piloto de corridas sueco. Já participou de diversas categorias de automobilismo, incluindo Eurocopa de Fórmula Renault, Formula 3 Euro Series, GP2 Series e GP3 Series.
Em 2008, foi campeão do Campeonato Sueco de Fórmula Yamaha, e em 2012 venceu o Campeonato Alemão de Fórmula 3. Em 2017 terminou em terceiro na Blancpain Endurance Series, tendo como parceiros o alemão Maximilian Buhk e o francês Franck Perera.
É irmão do também piloto Joel Eriksson.

## Registros na carreira

### Sumário
| Temporada | Categoria                         | Equipe                             | Corridas | Vitórias | Poles | V.M.R. | Pódios | Pontos | Classificação |
| --------- | --------------------------------- | ---------------------------------- | -------- | -------- | ----- | ------ | ------ | ------ | ------------- |
| 2009      | Fórmula Renault 2.0 NEC           | Motopark Academy                   | 16       | 1        | 1     | 1      | 1      | 113    | 15.º          |
| 2009      | Fórmula Renault 2.0 NEZ           | Motopark Academy                   | 4        | 0        | 0     | 0      | 1      | 47     | 10.º          |
| 2009      | Fórmula Renault 2.0 Suécia        | Motopark Academy                   | 4        | 0        | 0     | 0      | 1      | 16     | 9.º           |
| 2009      | Eurocopa de Fórmula Renault 2.0   | Motopark Academy                   | 2        | 0        | 0     | 0      | 0      | N/A    | NC            |
| 2010      | Fórmula 3 Alemã                   | Motopark Academy                   | 17       | 1        | 0     | 0      | 3      | 43     | 6.º           |
| 2010      | Fórmula 3 Euro Series             | Motopark Academy                   | 2        | 0        | 0     | 0      | 0      | N/A    | NC            |
| 2011      | Fórmula 3 Euro Series             | Motopark Academy                   | 27       | 0        | 0     | 0      | 0      | 93     | 9.º           |
| 2012      | Fórmula 3 Alemã                   | Lotus                              | 27       | 8        | 8     | 9      | 17     | 408    | 1.º           |
| 2013      | GP3 Series                        | Status Grand Prix                  | 16       | 0        | 0     | 0      | 0      | 0      | 24.º          |
| 2014      | GP3 Series                        | Koiranen GP                        | 18       | 2        | 2     | 0      | 5      | 134    | 4.º           |
| 2014      | Formula Acceleration 1            | Acceleration Team Sweden           | 2        | 0        | 0     | 0      | 0      | 11     | 16.º          |
| 2014      | European Le Mans Series           | Sébastien Loeb Racing              | 1        | 1        | 0     | 0      | 1      | 25     | 10.º          |
| 2015      | GP3 Series                        | Koiranen GP                        | 18       | 1        | 0     | 0      | 3      | 118    | 5.º           |
| 2016      | GP2 Series                        | Arden International                | 18       | 0        | 0     | 0      | 0      | 10     | 20.º          |
| 2017      | Blancpain GT Series Sprint Cup    | HTP Motorsport                     | 10       | 0        | 0     | 0      | 1      | 21     | 14.º          |
| 2017      | Blancpain GT Series Endurance Cup | HTP Motorsport                     | 5        | 0        | 0     | 0      | 2      | 52     | 3.º           |
| 2017      | Intercontinental GT Challenge     | Mercedes-AMG                       | 1        | 0        | 0     | 0      | 0      | 0      | NC            |
| 2018      | ADAC GT Masters                   | Team Rosberg                       | 14       | 0        | 0     | 0      | 0      | 0      | NC            |
| 2019      | ADAC GT Masters                   | Team Zakspeed BKK Mobil Oil Racing | 14       | 0        | 0     | 0      | 1      | 87     | 11.º          |
| 2020      | ADAC GT Masters                   | Team Zakspeed BKK Mobil Oil Racing | 12       | 0        | 0     | 0      | 0      | 23     | 29.º          |

### Resultados na Fórmula 3 Euro Series
(Legenda: Corridas em negrito indicam pole position; corridas em itálico indicam volta mais rápida.)
| Ano  | Equipe           | Chassis          | Motor      | 1        | 2       | 3        | 4         | 5       | 6       | 7       | 8       | 9       | 10      | 11      | 12      | 13      | 14      | 15      | 16       | 17        | 18       | 19      | 20      | 21      | 22      | 23      | 24       | 25      | 26      | 27      | Class. | Pontos |
| ---- | ---------------- | ---------------- | ---------- | -------- | ------- | -------- | --------- | ------- | ------- | ------- | ------- | ------- | ------- | ------- | ------- | ------- | ------- | ------- | -------- | --------- | -------- | ------- | ------- | ------- | ------- | ------- | -------- | ------- | ------- | ------- | ------ | ------ |
| 2010 | Motopark Academy | Dallara F305/045 | Volkswagen | LEC 1    | LEC 2   | HOC 1 11 | HOC 2 Ret | VAL 1   | VAL 2   | NOR 1   | NOR 2   | NÜR 1   | NÜR 2   | ZAN 1   | ZAN 2   | BRH 1   | BRH 2   | OSC 1   | OSC 2    | HOC 1     | HOC 2    |         |         |         |         |         |          |         |         |         | NC     | N/A    |
| 2011 | Motopark Academy | Dallara F308/099 | Volkswagen | LEC 1 10 | LEC 2 9 | LEC 3 6  | HOC 1 9   | HOC 2 8 | HOC 3 7 | ZAN 1 9 | ZAN 2 9 | ZAN 3 7 | RBR 1 9 | RBR 2 5 | RBR 3 6 | NOR 1 5 | NOR 2 4 | NOR 3 7 | NÜR 1 10 | NÜR 2 Ret | NÜR 3 10 | SIL 1 9 | SIL 2 9 | SIL 3 6 | VAL 1 9 | VAL 2 9 | VAL 3 11 | HOC 1 9 | HOC 2 8 | HOC 3 7 | 9.º    | 93     |

### Resultados na GP3 Series
(Legenda: Corridas em negrito indicam pole position; corridas em itálico indicam volta mais rápida.)
| Ano  | Equipe            | 1          | 2           | 3          | 4          | 5          | 6           | 7           | 8          | 9          | 10         | 11          | 12         | 13         | 14          | 15         | 16         | 17         | 18        | Class. | Pontos |
| ---- | ----------------- | ---------- | ----------- | ---------- | ---------- | ---------- | ----------- | ----------- | ---------- | ---------- | ---------- | ----------- | ---------- | ---------- | ----------- | ---------- | ---------- | ---------- | --------- | ------ | ------ |
| 2013 | Status Grand Prix | CAT FEA 19 | CAT SPR Ret | VAL FEA 18 | VAL SPR 16 | SIL FEA 18 | SIL SPR 21  | NÜR FEA Ret | NÜR SPR 18 | HUN FEA 13 | HUN SPR 12 | SPA FEA 17  | SPA SPR 15 | MNZ FEA 13 | MNZ SPR Ret | YMC FEA 23 | YMC SPR 26 |            |           | 24.º   | 0      |
| 2014 | Koiranen GP       | CAT FEA 2  | CAT SPR 6   | RBR FEA 3  | RBR SPR 2  | SIL FEA 1  | SIL SPR Ret | HOC FEA 7   | HOC SPR 15 | HUN FEA 10 | HUN SPR 16 | SPA FEA Ret | SPA SPR 19 | MNZ FEA 1  | MNZ SPR 8   | SOC FEA 4  | SOC SPR 16 | YMC FEA 10 | YMC SPR 5 | 4.º    | 134    |
| 2015 | Koiranen GP       | CAT FEA 6  | CAT SPR 2   | RBR FEA 20 | RBR SPR 10 | SIL FEA 5  | SIL SPR 4   | HUN FEA 6   | HUN SPR 6  | SPA FEA 13 | SPA SPR 16 | MNZ FEA 5   | MNZ SPR 5  | SOC FEA 8  | SOC SPR 1   | BHR FEA 5  | BHR SPR 7  | YMC FEA 3  | YMC SPR 5 | 5.º    | 118    |

### Resultados na European Le Mans Series
(Legenda: Corridas em negrito indicam pole position; corridas em itálico indicam volta mais rápida.)
| Ano  | Equipe                | Classe | Chassi   | Motor                  | 1   | 2   | 3   | 4   | 5     | Class. | Pontos |
| ---- | --------------------- | ------ | -------- | ---------------------- | --- | --- | --- | --- | ----- | ------ | ------ |
| 2014 | Sébastien Loeb Racing | LMP2   | Oreca 03 | Nissan VK45DE 4.5 L V8 | SIL | IMO | RBR | LEC | EST 1 | 10.º   | 25     |

### Resultados na GP2 Series
(Legenda: Corridas em negrito indicam pole position; corridas em itálico indicam volta mais rápida.)
| Ano  | Equipe              | 1          | 2          | 3           | 4          | 5          | 6           | 7         | 8          | 9          | 10         | 11          | 12          | 13         | 14         | 15         | 16         | 17         | 18          | 19      | 20      | 21      | 22      | Class. | Pontos |
| ---- | ------------------- | ---------- | ---------- | ----------- | ---------- | ---------- | ----------- | --------- | ---------- | ---------- | ---------- | ----------- | ----------- | ---------- | ---------- | ---------- | ---------- | ---------- | ----------- | ------- | ------- | ------- | ------- | ------ | ------ |
| 2016 | Arden International | CAT FEA 16 | CAT SPR 19 | MON FEA Ret | MON SPR 15 | BAK FEA 11 | BAK SPR Ret | RBR FEA 5 | RBR SPR 13 | SIL FEA 15 | SIL SPR 17 | HUN FEA 21† | HUN SPR Ret | HOC FEA 12 | HOC SPR 13 | SPA FEA 15 | SPA SPR 20 | MNZ FEA 15 | MNZ SPR 18† | SEP FEA | SEP SPR | YMC FEA | YMC SPR | 20.º   | 10     |

### Resultados na Blancpain GT Series Sprint Cup
(Legenda: Corridas em negrito indicam pole position; corridas em itálico indicam volta mais rápida.)
| Ano  | Equipe         | Carro            | Classi | 1         | 2        | 3         | 4         | 5        | 6         | 7         | 8        | 9         | 10        | Class. | Pontos |
| ---- | -------------- | ---------------- | ------ | --------- | -------- | --------- | --------- | -------- | --------- | --------- | -------- | --------- | --------- | ------ | ------ |
| 2017 | HTP Motorsport | Mercedes-AMG GT3 | Pro    | MIS QR 20 | MIS CR 3 | BRH QR 17 | BRH CR 22 | ZOL QR 8 | ZOL CR 29 | HUN QR 11 | HUN CR 7 | NÜR QR 23 | NÜR CR 17 | 14.º   | 21     |